# Álvaro Martín
Álvaro Rafael Martín Uriol (* 18. června 1994) je španělský atlet, který se věnuje sportovní chůzi. Je mistrem světa v závodě na 20 km z roku 2023 a dvojnásobným mistrem Evropy z let 2018 a 2022 na stejné distanci. Na letních olympijských hrách 2024 v Paříži získal na 20 km trati bronzovou medaili.  
Na juniorském mistrovství Evropy v roce 2013 získal bronzovou medaili v závodě na 10 000 metrů chůze. Mezi dospělými v chůzi na 20 kilometrů obsadil na světovém šampionátu v roce 2017 osmé místo. V roce 2018 se stal v této disciplíně mistrem Evropy.